# Ōyūbari-Bahnlinie
| Personenzug mit Diesellok der Baureihe DL-55 (1986) |                   |                                    |                                    |
| Streckenlänge: | 17,2 km           |                                    |                                    |
| Spurweite: | 1067 mm (Kapspur) |                                    |                                    |
| Zweigleisigkeit: | nein              |                                    |                                    |
| |                   |                                    |                                    |
| \| \| \| ↔ Sekishō-Linie \| 1897–2019 \| \| \| 0,0 \| Shimizusawa (清水沢) \| 1897–2019 \| \| \| \| \| \| \| \| 0,4 \| Shin-Shimizusawa (新清水沢) \| 1932–1947 \| \| \| \| Kitasumi-Shimizusawa-Kohlebergwerk \| \| \| \| 4,1 \| Tōhoro (遠幌) \| 1940–1987 \| \| \| \| → Tōhorokabetsu-Waldbahn \| \| \| \| \| Tōhorokabetsu-gawa \| \| \| \| 7,6 \| Minami-Ōyūbari (南大夕張) \| 1911–1987 \| \| \| \| ← Ōyūbari-Waldbahn \| \| \| \| \| Aoba-Tunnel (444 m) \| \| \| \| 10,1 \| Shūparoko (シューパロ湖) \| 1962–1969 \| \| \| 10,3 \| Nōjō (農場) \| 1946–1957 \| \| \| \| Yoshinosawa-Tunnel (175 m) \| \| \| \| \| Akashisawa \| \| \| \| 13,6 \| Akashimachi (明石町) \| 1946–1957 \| \| \| \| Asahisawa \| \| \| \| 15,0 \| Chitosemachi (千年町) \| 1950–1973 \| \| \| 15,8 \| Ōyūbari (大夕張) \| 1929–1973 \| \| \| 17,2 \| Ōyūbari-tanzan (大夕張炭山) \| 1929–1973 \| \| \| \| ↓ Ōyūbari-Waldbahn \| \| |                   |                                    |                                    |
| |                   | ↔ Sekishō-Linie                    | 1897–2019                          |
| Strecke quer (außer Betrieb) · Abzweig quer und von links (Strecke außer Betrieb) · Bahnhof quer (Strecke außer Betrieb) | 0,0               | Shimizusawa (清水沢)               | 1897–2019                          |
| |                   |                                    |                                    |
| Strecke (außer Betrieb) · Haltepunkt / Haltestelle (Strecke außer Betrieb) | 0,4               | Shin-Shimizusawa (新清水沢)        | 1932–1947                          |
| Betriebsstelle Streckenende (Strecke außer Betrieb) · Strecke (außer Betrieb) |                   | Kitasumi-Shimizusawa-Kohlebergwerk | Kitasumi-Shimizusawa-Kohlebergwerk |
| Haltepunkt / Haltestelle (Strecke außer Betrieb) · U-Bahn-Haltepunkt / Haltestelle Streckenanfang (Strecke außer Betrieb) | 4,1               | Tōhoro (遠幌)                      | 1940–1987                          |
| Strecke (außer Betrieb) · U-Bahn-Strecke nach links (außer Betrieb) |                   | → Tōhorokabetsu-Waldbahn           | → Tōhorokabetsu-Waldbahn           |
| Brücke über Wasserlauf (Strecke außer Betrieb) |                   | Tōhorokabetsu-gawa                 | Tōhorokabetsu-gawa                 |
| U-Bahn-Haltepunkt / Haltestelle Streckenanfang (Strecke außer Betrieb) · Bahnhof (Strecke außer Betrieb) | 7,6               | Minami-Ōyūbari (南大夕張)          | 1911–1987                          |
| U-Bahn-Strecke nach rechts (außer Betrieb) · Strecke (außer Betrieb) |                   | ← Ōyūbari-Waldbahn                 | ← Ōyūbari-Waldbahn                 |
| Tunnel (Strecke außer Betrieb) |                   | Aoba-Tunnel (444 m)                | Aoba-Tunnel (444 m)                |
| Haltepunkt / Haltestelle (Strecke außer Betrieb) | 10,1              | Shūparoko (シューパロ湖)           | 1962–1969                          |
| Haltepunkt / Haltestelle (Strecke außer Betrieb) | 10,3              | Nōjō (農場)                        | 1946–1957                          |
| Tunnel (Strecke außer Betrieb) |                   | Yoshinosawa-Tunnel (175 m)         | Yoshinosawa-Tunnel (175 m)         |
| Brücke über Wasserlauf (Strecke außer Betrieb) |                   | Akashisawa                         | Akashisawa                         |
| Bahnhof (Strecke außer Betrieb) | 13,6              | Akashimachi (明石町)               | 1946–1957                          |
| Brücke über Wasserlauf (Strecke außer Betrieb) |                   | Asahisawa                          | Asahisawa                          |
| Haltepunkt / Haltestelle (Strecke außer Betrieb) | 15,0              | Chitosemachi (千年町)              | 1950–1973                          |
| Haltepunkt / Haltestelle (Strecke außer Betrieb) | 15,8              | Ōyūbari (大夕張)                   | 1929–1973                          |
| U-Bahn-Haltepunkt / Haltestelle Streckenanfang (Strecke außer Betrieb) · Kopfbahnhof Streckenende (Strecke außer Betrieb) | 17,2              | Ōyūbari-tanzan (大夕張炭山)        | 1929–1973                          |
| U-Bahn-Strecke (außer Betrieb) |                   | ↓ Ōyūbari-Waldbahn                 | ↓ Ōyūbari-Waldbahn                 |

Die Ōyūbari-Bahnlinie (jap. 大夕張鉄道線, Ōyūbari-tetsudō-sen) war eine Eisenbahnstrecke im Zentrum der japanischen Insel Hokkaidō. Sie gehörte dem Mitsubishi-Konzern und war von 1911 bis 1987 in Betrieb.

## Beschreibung
Die kapspurige Strecke war 17,2 km lang und befand sich vollständig auf dem Gebiet der Stadt Yūbari. Im Bahnhof Shimizusawa zweigte sie von der Yūbari-Zweigstrecke der Sekishō-Linie ab und führte am Shūparo-Stausee vorbei nach Ōyūbari-tanzan. Die Strecke war eingleisig und nicht elektrifiziert. Sie diente vor allem dem Abtransport der in mehreren Bergwerken abgebauten Steinkohle, aber auch der Forstwirtschaft. In den Bahnhöfen Tōhoro, Minami-Ōyūbari und Ōyūbari-tanzan gab es Anschlüsse an Waldbahnen (alle mit einer Spurweite von 762 mm). Eine gewisse Bedeutung hatte auch der Personenverkehr, zumal das Straßennetz lange Zeit schlecht ausgebaut war.

## Geschichte

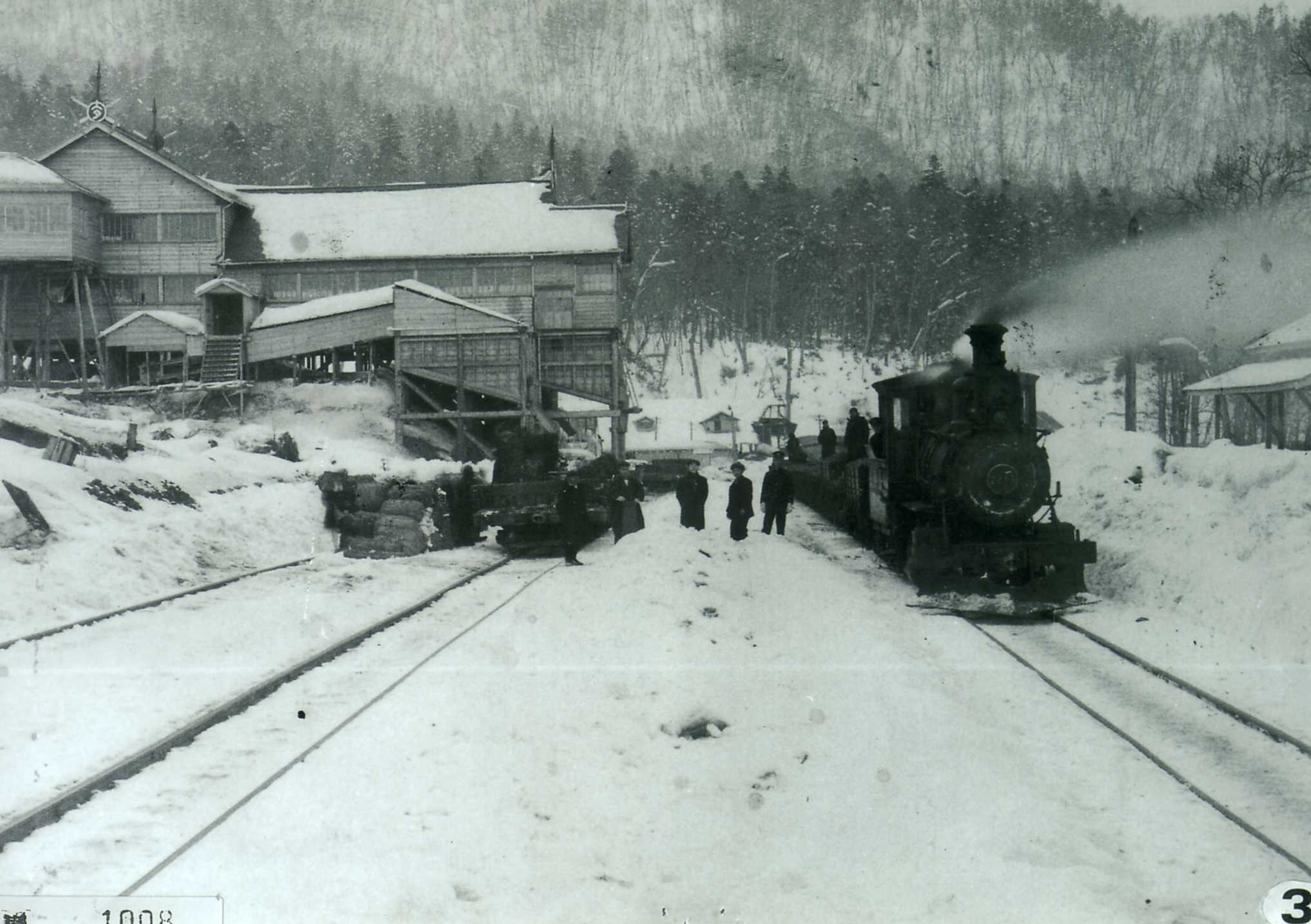
Kohlenzug beim Bergwerk Minami-Ōyūbari (1912)

Der Abbau von Steinkohle am Oberlauf des Yūbari-gawa begann 1898. Die Bergbaugesellschaft Ōyūbari Tankō eröffnete am 1. Juni 1911 das erste Teilstück der Ōyūbari-Bahnlinie. Es war 7,6 km lang und verband Shimizusawa mit Minami-Ōyūbari. Im Februar 1916 wurde das Unternehmen an den Mitsubishi-Konzern verkauft, der auch den Bahnbetrieb übernahm. Mitsubishi gliederte im April 1918 seine Bergbau-Aktivitäten in die neue Tochtergesellschaft Mitsubishi Kōgyō aus (eine Vorläuferin von Mitsubishi Materials). Diese verlängerte am 1. Juni 1922 die Bahnstrecke um weitere 9,6 km zum Endbahnhof Ōyūbari-tanzan.
In den ersten drei Jahrzehnten diente die Ōyūbari-Bahnlinie ausschließlich dem Güterverkehr. Dies änderte sich am 20. April 1939 mit der Aufnahme des Personenverkehrs zwischen Shimizusawa und Ōyūbari, wobei zu diesem Zweck überwiegend gemischte Züge zum Einsatz kamen. Ab 25. Dezember 1953 auf der gesamten Strecke bis nach Ōyūbari-tanzan. Nach der Schließung des Ōyūbari-Bergwerks wurde der Abschnitt zwischen Yūbari-tanzan und Minami-Ōyūbari am 16. Dezember 1973 stillgelegt; gleichzeitig endete auf dem verbliebenen Teilstück der Dampfbetrieb durch die Einführung von Diesellokomotiven (Baureihe DL-55 von Mitsubishi Heavy Industries).
Weitere Rationalisierungen in den Kohlebergwerken führten am 22. Juli 1987 auch zur Stilllegung des Streckenabschnitts zwischen Shimizusawa und Minami-Ōyūbari. Durch die Erhöhung des Ōyūbari-Damms im Jahr 2015 stieg der Wasserspiegel des Shuparo-Stausees an; seither ist ein großer Teil der Trasse nördlich von Minami-Ōyūbari überflutet. Ein Verein von Eisenbahnfreunden erhält im früheren Bahnhof Minami-Ōyūbari mehrere Personen- und Güterwagen.

## Liste der Bahnhöfe
| Name                        | km   | Anschlusslinien | Lage   | Ort    |
| --------------------------- | ---- | --------------- | ------ | ------ |
| Shimizusawa (清水沢)        | 00,0 | Sekishō-Linie   | Koord. | Yūbari |
| Shin-Shimizusawa (新清水沢) | 00,4 |                 | Koord. | Yūbari |
| Tōhoro (遠幌)               | 04,1 |                 | Koord. | Yūbari |
| Minami-Ōyūbari (南大夕張)   | 07,6 |                 | Koord. | Yūbari |
| Shūparoko (シューパロ湖)    | 10,1 |                 | Koord. | Yūbari |
| Nōjō (農場前)               | 10,3 |                 |        | Yūbari |
| Akashimachi (明石町)        | 13,6 |                 | Koord. | Yūbari |
| Chitosemachi (千年町)       | 15,0 |                 | Koord. | Yūbari |
| Ōyūbari (大夕張)            | 15,8 |                 | Koord. | Yūbari |
| Ōyūbaritanzan (大夕張炭山)  | 17,2 |                 | Koord. | Yūbari |